# Rahvaleht
Rahvaleht („Volksblatt“) war eine Zeitung im Estland der Zwischenkriegszeit.

## Gründung
Die erste Ausgabe von Rahvaleht erschien am 5. September 1923. Der Sitz der Redaktion befand sich in der estnischen Hauptstadt Tallinn. Bis 1938 erschien die Zeitung zwei bis drei Mal pro Woche.
Insbesondere ab 1931 war Rahvaleht auch für seine qualitativ hochwertigen Beilagen und Zugaben bekannt. So erschienen zahlreiche Erzählungen und Romane im Programm des Zeitungsverlags. Oft waren es Übersetzungen ausländischer Literatur, die dem estnischen Leser näher gebracht wurden.

## Ab 1938
1938 wurden Rahvaleht mit der estnischen Tageszeitung Vaba Maa fusioniert. Vaba Maa wurde am 4. März 1938 eingestellt; Rahvaleht erschien fortan als Tageszeitung sechs Mal in der Woche. Sie wurde mit einer Auflage von 40.000 bis 45.000 Exemplaren täglich zu einer der meistgelesenen Zeitung in der Republik Estland mit seinen damals etwa eine Million Einwohnern.
Wie alle Printmedien war auch Rahvaleht ab Mitte der 1930er Jahre durch die Zensur der Presse- und Polizeibehörden in ihrer Arbeit eingeschränkt. Staatsoberhaupt Konstantin Päts hatte durch einen unblutigen Putsch im März 1934 die Macht an sich gerissen und regierte seitdem autoritär.

## Ende
Mit der sowjetischen Besetzung Estlands im Sommer 1940 wurde die Zeitung eingestellt. Die letzte Ausgabe erschien am 17. September 1940.